# 北条藤時
北条 藤時（ほうじょう ふじとき）は、鎌倉時代末期の武士。北条国時の庶長子。
正中3年3月16日（1326年4月19日）には評定衆に在職している。元弘の乱においての鎌倉幕府滅亡の際に鎌倉へ駆けつけて、元弘3年（1333年）5月22日、父や弟と共に自害した。